# Bernard Zénier
Bernard Zénier (født 21. august 1957 i Giraumont, Frankrig) er en tidligere fransk fodboldspiller (angriber).
Zénier spillede hele sin karriere i hjemlandet, hvor han var tilknyttet Metz, Nancy, Bordeaux og Marseille. Længst tid tilbragte han hos Metz, hvor han i 1988 var med til at vinde pokalturneringen Coupe de France, og i 1987 desuden sikrede sig topscorertitlen i Ligue 1. I sin ene sæson hos Bordeaux vandt han det franske mesterskab, det eneste han sikrede sig i løbet af karrieren.
Zénier spillede desuden fem kampe og scorede ét mål for Frankrigs landshold. Hans første landskamp var et opgør mod Vesttyskland 23. februar 1977, hans sidste en EM-kvalifikationskamp mod DDR 18. november 1987.

## Titler
Ligue 1
- 1984 med Bordeaux

Coupe de France
- 1988 med Metz